# Sidi Brahim (вино)

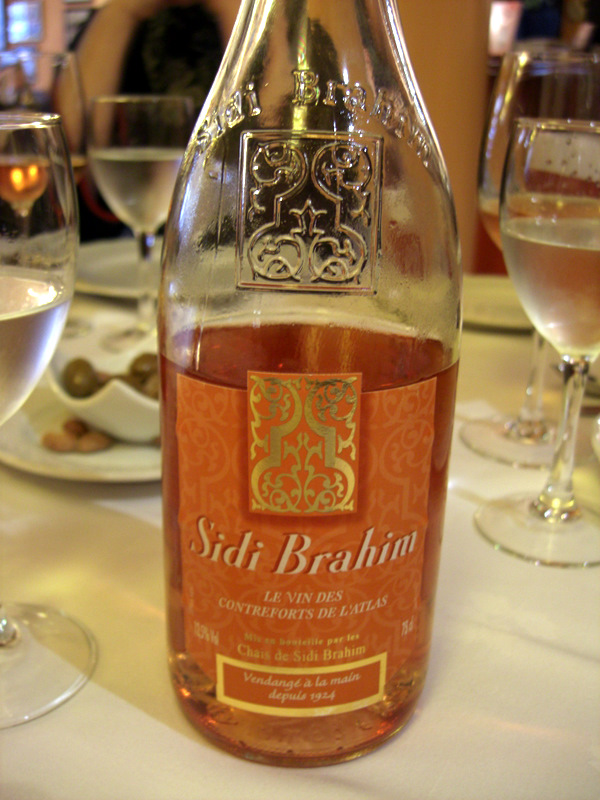
Розмальовка Сіді Брахім

Sidi Brahim — це асортимент фірмових вин, вироблених в Атлаських горах, спочатку в Алжирі, потім в Марокко, а тепер у Тунісі. Вина змішують і розливають у пляшки або у коробки у Франції, і в основному там продають. Станом на 2005 рік, це було друге за продажем іноземне вино у Франції, після Boulaouane (також торгової марки Castel)  Обсяг виробництва становить близько трьох мільйонів пляшок на рік.  Вино названо на честь битви при Сіді-Брагімі (1845).
На даний момент торгова марка належить компанії Groupe Castel, яка придбала її (та Malesan) у 2003 році у компанії William Pitters, компанії, заснованої Бернардом Магресом.  Магрез/Піттерс, у свою чергу, придбали його в 1982 році. На етикетці пляшки з червоним вином зазначено, що її «збирають вручну з 1924 року».
Склад винограду Сіді Брагім та асортимент пропонованих вин змінювався протягом багатьох років, але в 2010 році склад зазначений наступним чином:
- Червоне вино: Каберне Совіньйон (50%), Сіра (30%) та Мерло (20%).
- Вино з троянди: Сенсо (40%) та Гренаш (60%).
- Біле вино: Шардоне (100%).

Суміш червоного вина раніше включала традиційні вирощувані сорти Північної Африки, такі як Алікант Буше, Арамон, Кариньян, Сенсо та Гренаш. Нинішня композиція більше "схожа на Новий Світ ".